# Bundesministerium für Innovation, Mobilität und Infrastruktur

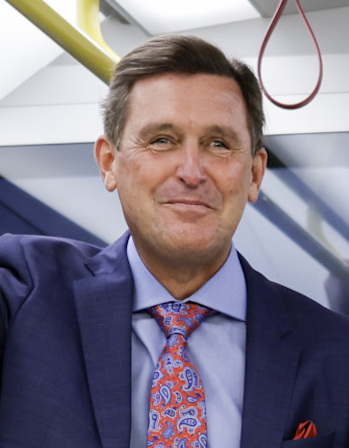
Peter Hanke, Bundesminister für Innovation, Mobilität und Infrastruktur

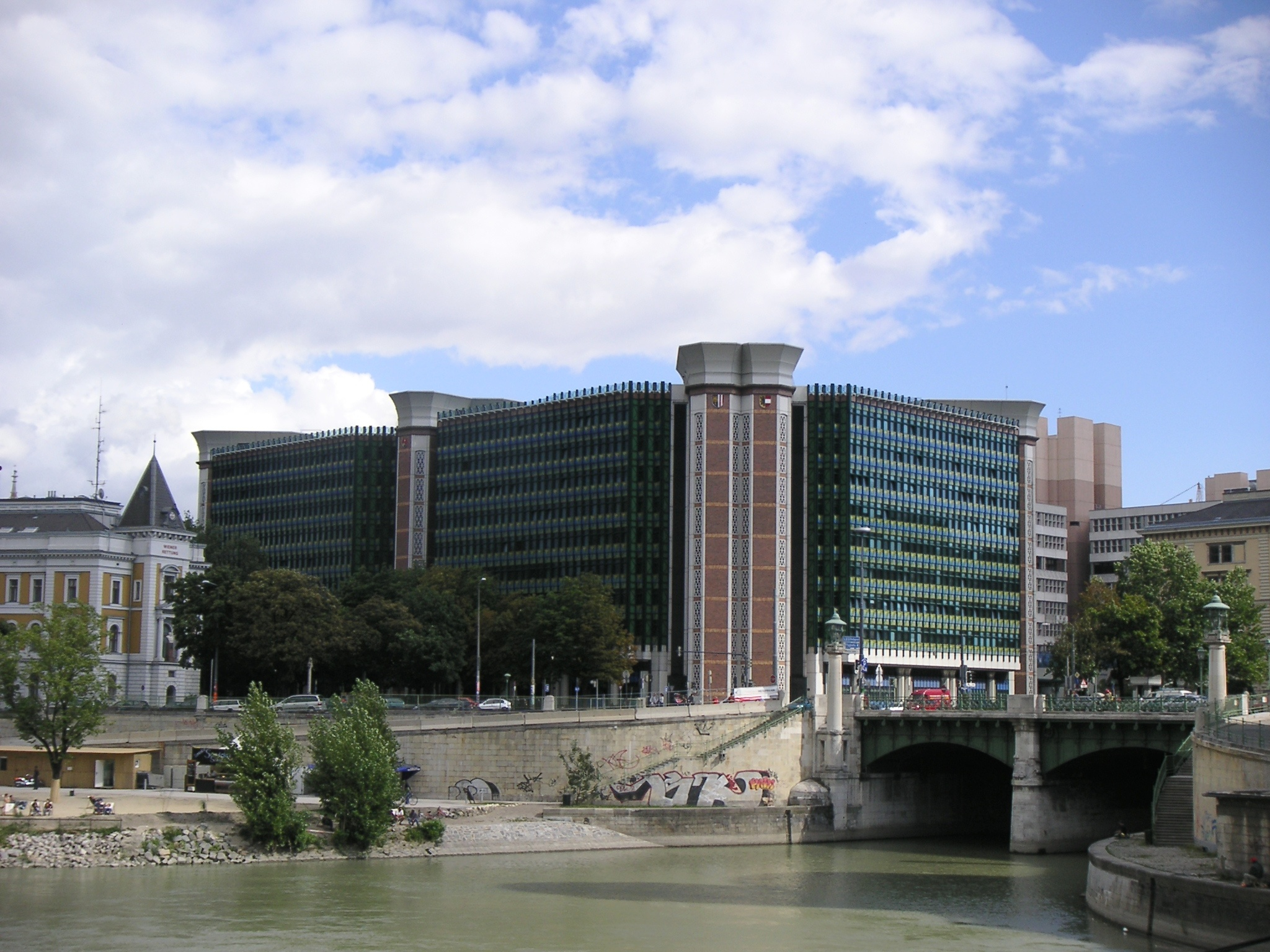
Sitz des Bundesministeriums in Wien

Das Bundesministerium für Innovation, Mobilität und Infrastruktur (kurz BMIMI oder Verkehrsministerium) ist das für Verkehrspolitik, angewandte Forschung und Technologieentwicklung zuständige Bundesministerium der Republik Österreich. Die zuvor als  Bundesministerium für Klimaschutz, Umwelt, Energie, Mobilität, Innovation und Technologie bezeichnete Behörde führt ihre aktuelle Bezeichnung seit 3. März 2025.

## Geschichte
Von 1896 bis 1918 wurden die Eisenbahnagenden, zuvor für die im Reichsrat vertretenen Königreiche und Länder (österreichische Reichshälfte) Österreich-Ungarns im k.k. Handelsministerium wahrgenommen, vom k.k. Eisenbahnministerium betreut.
Nach einem kurzzeitigen eigenen Verkehrsministerium wurden von 1923 bis zum Ende der ersten Republik Handel und Verkehr als gemeinsames Ministerium geführt.
Zu Beginn der zweiten Republik wurde erneut ein eigenes Verkehrsministerium geschaffen. Anders als es der Wortlaut vermuten lässt, war dieses lediglich für Teilbereiche des Verkehrswesens, nämlich Eisenbahnen, Post, Schifffahrt und Kraftfahrlinienverkehr, ab 1950 zusätzlich für Luftfahrt, zuständig. Für den sonstigen Straßenverkehr (ebenso bis 1950 für Luftfahrt) war das Handelsministerium zuständig, wobei die Zuständigkeiten für den Straßenbau ab 1966 an das neu errichtete Bundesministerium für Bauten und Technik gelangten.
Mit dem Inkrafttreten des Bundesministeriengesetzes 1973  übernahm das Verkehrsministerium von Handelsministerium den Großteil der Straßenverkehrsagenden, nämlich
- Kraftfahrwesen und Angelegenheiten der Straßenpolizei,
- Angelegenheiten des gewerblichen Personen- und Güterverkehrs einschließlich der gewerblichen Beförderung von Gütern in Rohrleitungen mit Ausnahme der Wasserleitungsangelegenheiten sowie
- Angelegenheiten der Beförderung von Personen und Gütern im Werksverkehr.

Die Zuständigkeiten für den Straßenbau verblieben beim Bautenministerium; als dieses 1987 aufgelöst wurde, wurde dafür das Bundesministerium für wirtschaftliche Angelegenheiten zuständig.
Erst 2000 wurde das Verkehrsministerium für Angelegenheiten der Bundesstraßen, insbesondere auch Angelegenheiten des Straßenbaus; Angelegenheiten der Unternehmungen, die durch Bundesgesetz mit dem Bau und der Erhaltung von Bundesstraßen betraut sind, und somit umfassend für den Verkehr zuständig. Gleichzeitig gelangten die Zuständigkeiten für den Wasserbau vom Wirtschafts- an das Verkehrsministerium.
Über längere Jahre, nämlich 1950–1956, 1966–1970 und 1984–1996, war das Verkehrsministerium auch  für die Verstaatlichten Betriebe zuständig.
Von 1950 bis 1973 fielen auch die Angelegenheiten der Elektrizitätswirtschaft in die Zuständigkeit des Verkehrsministeriums.
Von 1996 bis 2000 war das Verkehrsministerium mit dem Wissenschaftsministerium vereinigt.
2020 wurde das Verkehrsministerium mit dem Umweltressort (seit 2000 bei Landwirtschaft angesiedelt) zusammengelegt und übernahm von dort auch die Energieagenden. Im Gegenzug wurde die Zuständigkeit für Post und Telekom an das Bundesministerium für Landwirtschaft, Regionen und Tourismus abgegeben.
2025 wurden die Zuständigkeiten für Klimaschutz und Umweltschutz an das Bundesministerium für Land- und Forstwirtschaft, Klima- und Umweltschutz, Regionen und Wasserwirtschaft sowie für Energie und Güterbeförderung in Rohrleitungen an das Bundesministerium für Wirtschaft, Energie und Tourismus ausgegliedert.
| Zeitraum  | Wirtschafts- / Bautenministerium                               | Wirtschafts- / Bautenministerium                                                          | Verkehrsministerium                                                                                   | Wissenschaftsministerium                                                                                |
| --------- | -------------------------------------------------------------- | ----------------------------------------------------------------------------------------- | --- | --- |
| 1896      | Handelsministerium                                             | Ministerium für öffentliche Arbeiten                                                      | Eisenbahnministerium                                                                                  | |
| 1918      | Staatsamt für Handel und Gewerbe, Industrie und Bauten         | Staatsamt für Handel und Gewerbe, Industrie und Bauten                                    | Staatsamt für Verkehrswesen                                                                           | |
| 1920      | Bundesministerium für Handel und Gewerbe, Industrie und Bauten | Bundesministerium für Handel und Gewerbe, Industrie und Bauten                            | Bundesministerium für Verkehrswesen                                                                   | |
| 1923–1938 | Bundesministerium für Handel und Verkehr                       | Bundesministerium für Handel und Verkehr                                                  | Bundesministerium für Handel und Verkehr                                                              | |
| 1945      | Staatsamt für Industrie, Gewerbe, Handel und Verkehr           | Staatsamt für Industrie, Gewerbe, Handel und Verkehr                                      | Staatsamt für Industrie, Gewerbe, Handel und Verkehr                                                  | |
| 1945–1949 | Bundesministerium für Handel und Wiederaufbau                  | Bundesministerium für Handel und Wiederaufbau                                             | Bundesministerium für Verkehr Bundesministerium für Elektrifizierung und Energiewirtschaft            | |
| 1949–1956 | Bundesministerium für Handel und Wiederaufbau                  | Bundesministerium für Handel und Wiederaufbau                                             | Bundesministerium für Verkehr und verstaatlichte Betriebe                                             | |
| 1956–1966 | Bundesministerium für Handel und Wiederaufbau                  | Bundesministerium für Handel und Wiederaufbau                                             | Bundesministerium für Verkehr und Elektrizitätswirtschaft                                             | |
| 1966–1970 | Bundesministerium für Bauten und Technik                       | Bundesministerium für Bauten und Technik                                                  | Bundesministerium für Verkehr und verstaatlichte Unternehmungen                                       | |
| 1970–1984 | Bundesministerium für Bauten und Technik                       | Bundesministerium für Bauten und Technik                                                  | Bundesministerium für Verkehr                                                                         | Bundesministerium für Wissenschaft und Forschung                                                        |
| 1985–1987 | Bundesministerium für Bauten und Technik                       | Bundesministerium für Bauten und Technik                                                  | Bundesministerium für öffentliche Wirtschaft und Verkehr                                              | Bundesministerium für Wissenschaft und Forschung                                                        |
| 1987–1994 | Bundesministerium für wirtschaftliche Angelegenheiten          | Bundesministerium für wirtschaftliche Angelegenheiten                                     | Bundesministerium für öffentliche Wirtschaft und Verkehr                                              | Bundesministerium für Wissenschaft und Forschung                                                        |
| 1995–1996 | Bundesministerium für wirtschaftliche Angelegenheiten          | Bundesministerium für wirtschaftliche Angelegenheiten                                     | Bundesministerium für öffentliche Wirtschaft und Verkehr                                              | Bundesministerium für Wissenschaft, Forschung und Kunst Kunstangelegenheiten vom Unterrichtsministerium |
| 1996–1997 | Bundesministerium für wirtschaftliche Angelegenheiten          | Bundesministerium für wirtschaftliche Angelegenheiten                                     | Bundesministerium für Wissenschaft, Verkehr und Kunst Öffentliche Wirtschaft an das Finanzministerium | Bundesministerium für Wissenschaft, Verkehr und Kunst Öffentliche Wirtschaft an das Finanzministerium   |
| 1997–2000 | Bundesministerium für wirtschaftliche Angelegenheiten          | Bundesministerium für wirtschaftliche Angelegenheiten                                     | Bundesministerium für Wissenschaft und Verkehr Kunstangelegenheiten an das Bundeskanzleramt           | Bundesministerium für Wissenschaft und Verkehr Kunstangelegenheiten an das Bundeskanzleramt             |
| 2000–2007 | Bundesministerium für Wirtschaft und Arbeit                    | Bundesministerium für Verkehr, Innovation und Technologie                                 | Bundesministerium für Verkehr, Innovation und Technologie                                             | Bundesministerium für Bildung, Wissenschaft und Kultur                                                  |
| 2007–2008 | Bundesministerium für Wirtschaft und Arbeit                    | Bundesministerium für Verkehr, Innovation und Technologie                                 | Bundesministerium für Verkehr, Innovation und Technologie                                             | Bundesministerium für Wissenschaft und Forschung                                                        |
| 2008–2014 | Bundesministerium für Wirtschaft, Familie und Jugend           | Bundesministerium für Verkehr, Innovation und Technologie                                 | Bundesministerium für Verkehr, Innovation und Technologie                                             | Bundesministerium für Wissenschaft und Forschung                                                        |
| 2014–2018 | Bundesministerium für Wissenschaft, Forschung und Wirtschaft   | Bundesministerium für Verkehr, Innovation und Technologie                                 | Bundesministerium für Verkehr, Innovation und Technologie                                             | Bundesministerium für Wissenschaft, Forschung und Wirtschaft                                            |
| 2018–2020 | Bundesministerium für Digitalisierung und Wirtschaftsstandort  | Bundesministerium für Verkehr, Innovation und Technologie                                 | Bundesministerium für Verkehr, Innovation und Technologie                                             | Bundesministerium für Bildung, Wissenschaft und Forschung                                               |
| 2020–2022 | Bundesministerium für Digitalisierung und Wirtschaftsstandort  | Bundesministerium für Klimaschutz, Umwelt, Energie, Mobilität, Innovation und Technologie | Bundesministerium für Klimaschutz, Umwelt, Energie, Mobilität, Innovation und Technologie             | Bundesministerium für Bildung, Wissenschaft und Forschung                                               |
| 2022–2025 | Bundesministerium für Arbeit und Wirtschaft                    | Bundesministerium für Klimaschutz, Umwelt, Energie, Mobilität, Innovation und Technologie | Bundesministerium für Klimaschutz, Umwelt, Energie, Mobilität, Innovation und Technologie             | Bundesministerium für Bildung, Wissenschaft und Forschung                                               |
| seit 2025 | Bundesministerium für Wirtschaft, Energie und Tourismus        | Bundesministerium für Wirtschaft, Energie und Tourismus                                   | Bundesministerium für Innovation, Mobilität und Infrastruktur                                         | Bundesministerium für Frauen, Wissenschaft und Forschung                                                |

## Aufgaben
Das Bundesministerium für Innovation, Mobilität und Infrastruktur ist zuständig für:
- Verkehrspolitik.
  - Dazu gehören insbesondere auch die verkehrspolitischen Angelegenheiten des Wasserbaus hinsichtlich Wasserstraßen.
- Angelegenheiten des Verkehrswesens bezüglich der Eisenbahnen, der Schifffahrt und der Luftfahrt.
Dazu gehören insbesondere auch:
  - Regulierung des Zugangs zur Eisenbahninfrastruktur (Netz).
  - Schiffseichung.
  - Schifffahrtsspezifische Angelegenheiten des Wasserbaus hinsichtlich Wasserstraßen.
  - Flugsicherung, Flugwetterdienst.
  - Angelegenheiten der Werbung für den Personen- und Güterverkehr.
- Kraftfahrwesen und Angelegenheiten der Straßenpolizei; Unfallforschung.
- Angelegenheiten der Bundesstraßen.
  - Dazu gehören insbesondere auch Angelegenheiten des Straßenbaus.
- Angelegenheiten der Unternehmungen, die durch Bundesgesetz mit dem Bau und der Erhaltung von Bundesstraßen betraut sind.
  - Dazu gehören insbesondere auch:
Die Verwaltung der Anteilsrechte des Bundes an der Autobahnen- und Schnellstraßen-Finanzierungs-Aktiengesellschaft, sowie an der Alpen Straßen Aktiengesellschaft und der Österreichischen Autobahnen- und Schnellstraßen Aktiengesellschaft, solange der Bund Aktionär dieser Gesellschaften ist.
- Angelegenheiten des Wasserbaus hinsichtlich der schiffbaren Flüsse Donau und March und der Thaya von der Staatsgrenze in Bernhardsthal bis zur Mündung in die March und sonstiger Wasserstraßen sowie der Wasserversorgung und Kanalisation, soweit sie nicht in den Wirkungsbereich eines anderen Bundesministeriums fallen; Angelegenheiten der Verwaltung des Marchfeldkanals.
- Angelegenheiten des gewerblichen Personen- und Güterverkehrs.
- Angelegenheiten der Beförderung von Personen und Gütern im Werksverkehr.
- Angelegenheiten der Österreichischen Bundesbahnen einschließlich der Errichtung und Verwaltung von Bauten und Liegenschaften des Bundes, die Zwecken der Österreichischen Bundesbahnen gewidmet sind; Angelegenheiten der Verwaltung der Anteilsrechte des Bundes an sonstigen Eisenbahnunternehmungen und an der Schieneninfrastrukturfinanzierungs-Gesellschaft mbH; Angelegenheiten von Gesellschaften, die für Belange der Schieneninfrastruktur bestehen, solange der Bund Gesellschafter ist.
- Angelegenheiten der wirtschaftlich-technischen Forschung, soweit sie nicht in den Wirkungsbereich des Bundesministeriums für Wirtschaft, Energie und Tourismus fallen.
  - Dazu gehören insbesondere auch die Angelegenheiten der Österreichischen Forschungsförderungsgesellschaft mbH und der Austria Wirtschaftsservice Gesellschaft mit beschränkter Haftung, und zwar jeweils im Einvernehmen mit dem Bundesministerium für Wirtschaft, Energie und Tourismus.
- Angelegenheiten des gewerblichen Rechtsschutzes, insbesondere des Patent- und Gebrauchsmusterwesens, einschließlich der Angelegenheiten der Patentanwälte und ihrer beruflichen Vertretung und des Schutzes von Mustern, Marken und anderen Warenbezeichnungen.
- Weltraumangelegenheiten.

## Organisation
Das Bundesministerium für Innovation, Mobilität und Infrastruktur gliedert sich wie folgt.
- Bundesminister für Innovation, Mobilität und Infrastruktur
  - Kabinett des Herrn Bundesministers
  - Sektion I: Präsidium
    - Stabsstelle SKKM: Krisenmanagement
    - Abteilung Interne Revision und EU-Finanzkontrolle
    - Abteilung Präsidium 1: Personalwesen
      - Referat Präs. 1a: Personalwesen
      - Referat Präs. 1b: Personalmanagement & Ausschreibung
      - Referat Präs. 1c: Personalwesen AKÜ & Ausbildungsverhältnisse
      - Ministerialkanzleidirektion

    - Abteilung Präsidium 2: Information und Mediengestaltung
    - Abteilung Präsidium 4: Informations- und Kommunikationstechnik
    - Abteilung Präsidium 5: Budget, Controlling und Support
      - Referat Präs. 5: Supportstelle

    - Abteilung Präsidium 6: Protokoll und Veranstaltungsmanagement
      - Konferenztechnik und Videokonferenzen-Support

    - Abteilung Präsidium 7: Personalentwicklung
    - Abteilung Präsidium 8: Digitalisierung und Organisationsentwicklung
    - Abteilung Präsidium 9: Europäische Beziehungen und EU Koordination
    - Abteilung Präsidium 10: Internationale Beziehungen und Kooperationen
    - Abteilung Präsidium 11: Öffentlichkeitsarbeit
      - Servicebüro

    - Abteilung Präsidium 12: Gleichstellung und Diversität
    - Bereich Recht und Compliance
      - Abteilung Präsidium 3: Parlaments- und Ministerratsdienst sowie Rechtskoordination
      - Abteilung Präsidium 13: Vergabe- und Vertragsrecht, Datenschutz
      - Abteilung Präsidium 14: Compliance und Allgemeine Rechtsangelegenheiten
      - Abteilung Präsidium 15: Informationsfreiheitsrecht- und Verwaltungsmanagement

  - Sektion II: Mobilität
    - Abteilung FC II: Finanzen und Controlling & BTM
    - Stabsstelle Intelligente Verkehrssysteme & Digitale Transformation
    - Abteilung II/1: Mobilitätswende
    - Abteilung II/2: Infrastrukturfinanzierung – ökonomische Angelegenheiten der Eisenbahn
    - Abteilung II/3: Infrastrukturplanung
    - Abteilung II/4: Personenverkehr
    - Abteilung II/5: Güterverkehr
    - Abteilung II/6: Aktive Mobilität und Mobilitätsmanagement
    - Abteilung II/7: Logistikkoordination
    - Abteilung II/8: Klimaticket
    - Abteilung II/9: Wege- und externe Kosten, Maut

  - Sektion III: Innovation und Technologie
    - Stabsstelle EU Innovation und Technologie
    - Abteilung FC III: Finanzen und Controlling
    - Abteilung III/1: Grundsatzangelegenheiten und Forschungseinrichtungen
    - Abteilung III/2: Forschungs- und Technologieförderung
    - Abteilung III/3: Energie- und Umwelttechnologien
    - Abteilung III/4: Mobilitäts- und Verkehrstechnologien
    - Abteilung III/5: Digitale und Schlüsseltechnologien für industrielle Innovation
    - Abteilung III/6: Weltraumangelegenheiten und Luftfahrttechnologien

  - Sektion IV: Verkehr
    - Stabsstelle Strategie und Steuerung
    - Stabsstelle Barrierefreiheit
    - Abteilung VPF: verkehrsträgerübergreifend – strategische Projekte und Finanzierungsnachweise
    - Gruppe Eisenbahn
      - Abteilung E 1: Legistik, EU und internationale Angelegenheiten Eisenbahnen
      - Abteilung E 2: Oberste Eisenbahnbehörde Genehmigung Infrastruktur und Fahrzeuge
      - Abteilung E 3: Oberste Eisenbahnbehörde Genehmigung Betrieb und Verkehr
      - Abteilung E 4: Oberste Eisenbahnbehörde Überwachung
      - Abteilung E 5: Technik
      - Abteilung E 6: Oberste Seilbahnbehörde

    - Gruppe Infrastrukturverfahren und Verkehrssicherheit
      - Abteilung IVVS 1: Planung Betrieb und Umwelt
      - Abteilung IVVS 2: Verkehrssicherheit und Sicherheitsmanagement Infrastruktur
      - Abteilung IVVS 3: Rechtsbereich Bundesstraßen
      - Abteilung IVVS 4: UVP-Verfahren Bundesstraßen

    - Gruppe Straßenverkehr und Kraftfahrwesen
      - Abteilung ST 1: Kraftfahrwesen
      - Abteilung ST 2: Rechtsbereich Straßenverkehr
      - Abteilung ST 3: Beförderung gefährlicher Güter mit allen Verkehrsträgern und Containersicherheit
      - Abteilung ST 4: Straßenpersonen- und Güterverkehr
      - Abteilung ST 5: Technisches Kraftfahrwesen

    - Abteilung W 1: Schifffahrt – Recht
    - Abteilung W 2: Schifffahrt – Technik und Nautik
    - Abteilung W 3: Bundeswasserstraßen
    - Gruppe Luftfahrt – Oberste Zivilluftfahrtbehörde
      - Abteilung L 1: Strategie und Internationales
      - Abteilung L 2: Luftfahrt-Rechtsangelegenheiten
      - Abteilung L 3: Luftfahrt-Infrastruktur
      - Abteilung L 4: Safety-Management und Flugsicherung

## Geschäftsbereiche
Das Bundesministerium für Innovation, Mobilität und Infrastruktur hat die folgenden nachgeordneten Dienststellen.
- Österreichisches Patentamt
- Sicherheitsuntersuchungsstelle des Bundes
- Schifffahrtsaufsicht Engelhartszell
- Schifffahrtsaufsicht Grein
- Schifffahrtsaufsicht Hainburg
- Schifffahrtsaufsicht Krems
- Schifffahrtsaufsicht Linz
- Schifffahrtsaufsicht Wien

Das Bundesministerium für Innovation, Mobilität und Infrastruktur hat die folgenden Beteiligungen.
- ASFINAG – Autobahnen- und Schnellstraßen-Finanzierungs-Aktiengesellschaft (100 % BMIMI)
- Austro Control – Österreichische Gesellschaft für Zivilluftfahrt mbH (100 % BMIMI)
- AustriaTech – Gesellschaft des Bundes für technologiepolitische Maßnahmen GmbH (100 % BMIMI)
- GKB – Graz-Köflacher Bahn und Busbetrieb GmbH (100 % BMIMI)
- ÖBB – Österreichische Bundesbahnen-Holding AG (100 % BMIMI)
- Schienen-Control GmbH (100 % BMIMI)
- SCHIG – Schieneninfrastruktur-Dienstleistungsgesellschaft mbH (100 % BMIMI, s. u.)
- via donau – Österreichische Wasserstraßen GmbH (100 % BMIMI)
- Lokalbahn Lambach-Vorchdorf-Eggenberg AG (72,51 % BMIMI, 11,03 % OÖ Verkehrsholding GmbH, 9,42 % Marktgemeinde Lambach, 3,31 % Marktgemeinde Vorchdorf, 2,70 % Stern&Hafferl Verkehrs GmbH, 1,03 % - Streubesitz)
- One Mobility GmbH (64,42 % BMIMI, 24,50 % ÖBB-Personenverkehr AG, 3,50 % Verkehrsverbund Tirol, 3,50 % Oberösterreichischer Verkehrsverbund, 4,08 % Innsbrucker Verkehrsbetriebe und Stubaitalbahn)
- AIT – Austrian Institute of Technology GmbH (50,46 % BMIMI, 49,54 % Verein zur Förderung von Forschung und Innovation (IV))
- SAL – Silicon Austria Labs GmbH (50,1 % BMIMI, 24,95 % Fachverband für Elektro- und Elektronikindustrie (FEEI), 10 % Steirische Wirtschaftsförderungsgesellschaft mbH (SFG), 10 % Land Kärnten, 4,95 % Upper Austrian Research GmbH (UAR))
- AWS – Austria Wirtschaftsservice mbH (50 % BMIMI, 50 % BMWET)
- BABEG – Kärntner Betriebsansiedlungs- und Beteiligungsgesellschaft mbH (50 % BMIMI, 47,5 % Land Kärnten, 2,5 % Kärntner Wirtschaftsförderungsfonds)
- FFG – Österreichische Forschungsförderungsgesellschaft mbH (50 % BMIMI, 50 % BMWET)
- NSB – Neusiedler Seebahn GmbH (49,81 % BMIMI, 50,19 % Verkehrsinfrastruktur Burgenland GmbH)
- Raab-Oedenburg-Ebenfurter Eisenbahn AG (24,9899 % BMIMI, 75,0101 % Ungarn)
- VAO – Verkehrsauskunft Österreich GmbH (12,6315 % BMIMI, 27,3685 % Mobilitätsverbünde Österreich OG, 27,3685 % ASFINAG, 27,3685 % ÖBB-Holding AG, 5,2630 % Österreichisches Institut für Verkehrsdateninfrastruktur)
- Zillertaler Verkehrsbetriebe AG (4,856 % BMIMI, 60,790 % verschiedene Tiroler Gemeinden, 34,354 % Streubesitz)

Das BMIMI ist zusätzlich im Präsidium des Klima- und Energiefonds vertreten. Weiters fällt der Rat für Forschung, Wissenschaft, Innovation und Technologieentwicklung in die Zuständigkeit des BMIMI.
Darüber hinaus ist das BMK Initiator und Unterstützer verschiedener österreichischer Technologieplattformen zur Stärkung von Schlüsseltechnologien.

### Schieneninfrastruktur-Dienstleistungsgesellschaft
Die Schieneninfrastruktur-Dienstleistungsgesellschaft mbH (Schig) mit Sitz in Wien hat einerseits behördliche Tätigkeiten, erbringt andererseits auch Leistungen am Markt. Schig führt das nationale Fahrzeugeinstellungsregister für österreichische Schienenfahrzeuge.
Das Unternehmen ist als Benannte Stelle (Notified Body) anerkannt und führt in dieser Funktion Konformitätsbewertungen gegen die Anforderungen der Technischen Spezifikationen für die Interoperabilität (TSI) durch.
Die Schig ist die für Verkehr zuständige Abwicklungsstelle des Klima- und Energiefonds.